# Segona croada sueca
La segona croada sueca fou una expedició militar sueca del segle xiii per conquerir les terres dels tavastians, l'actual Finlàndia. El comandant d'aquesta croada fou el comte Birger Magnusson, que aconseguí posar Tavastia gradualment sota control de l'Església Catòlica i del Regne de Suècia. Hi ha molts detalls sobre aquest fet que els historiadors no han pogut aclarir.

## Context

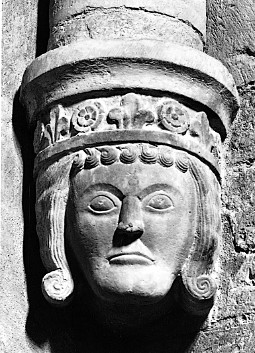
Cap esculpit de l'església de Varnhem, que podria ser una representació del comte Birger, líder de la croada.

El Regne de Suècia havia començat a exercir control sobre Finlàndia des dels inicis del segle xiii, començant una expansió vers la finlàndia del sud-oest. L'any 1220, Suècia tenia intenció d'unir-se a les Croades Bàltiques i començà amb els pagans d'Estònia, però batalla de Lihula en resultà un fracàs. Hi ha escrits d'alguns clergues suecs, possiblement impulsats pel bisbe de Finlàndia Thomas, que estava present a Tavastia vers el 1230, i cartes papals en què es lamenten de la lentitud amb què el cristianisme s'introduïa a Finlàndia. Sembla que hi hagué una reacció violenta contra els missioners i el 1237, el papa Gregori IX feu una crida perquè tots els suecs s'alcessin en armes en una croada contra els «que feien apostasia i els bàrbars».